# 峻德路街道
峻德路街道，是中华人民共和国黑龙江省鹤岗市兴安区下辖的一个乡镇级行政单位。

## 行政区划
峻德路街道下辖以下地区：
峻昌社区、峻盛社区、峻发社区、峻达社区和峻旺社区。